# Ципряни
Ципряни (пол. Cypriany) — село в Польщі, у гміні Рибно Сохачевського повіту Мазовецького воєводства.
Населення — 162 особи (2011).

## Демографія
Демографічна структура станом на 31 березня 2011 року:
|          | Загалом | Допрацездатний вік | Працездатний вік | Постпрацездатний вік |
| -------- | ------- | ------------------ | ---------------- | -------------------- |
| Чоловіки | 74      | 19                 | 51               | 4                    |
| Жінки    | 88      | 19                 | 56               | 13                   |
| Разом    | 162     | 38                 | 107              | 17                   |